# Gran Premio Capodarco 2007
Il Gran Premio Capodarco 2007, trentaseiesima edizione della corsa e valida come evento dell'UCI Europe Tour 2007 categoria 1.2, si svolse il 16 agosto 2007 su un percorso di 180 km. Fu vinto dal croato Hrvoje Miholjević che terminò la gara in 4h27'28", alla media di 40,379 km/h.

## Ordine d'arrivo (Top 10)
| Pos. | Corridore          | Squadra            | Tempo    |
| ---- | ------------------ | ------------------ | -------- |
| 1    | Hrvoje Miholjević  | Loborika           | 4h27'28" |
| 2    | Francesco De Bonis | Monturano          | a 3"     |
| 3    | Sergej Renëv       | Kazakistan         | s.t.     |
| 4    | Edoardo Girardi    | Filmop             | a 8"     |
| 5    | Jarosław Dąbrowski | Norda-Atala        | s.t.     |
| 6    | Luca Iattici       | Valdarno           | s.t.     |
| 7    | Fabio Taborre      | Aran World         | a 15"    |
| 8    | Simon Clarke       | SouthAustralia.com | s.t.     |
| 9    | Enrico Zen         | Filmop             | s.t.     |
| 10   | Anton Rešetnikov   | Russia             | a 19"    |